# NGC 630
NGC 630 is een elliptisch sterrenstelsel in het sterrenbeeld Beeldhouwer. Het hemelobject werd op 23 oktober 1835 ontdekt door de Britse astronoom John Herschel.

## Synoniemen
- PGC 5924
- ESO 297-9
- MCG -7-4-20
- AM 0133-393